# Zelewo
Zelewo (deutsch: Seelau, kaschubisch: Zéléwò) ist ein Dorf in der polnischen Woiwodschaft Pommern und gehört zur Landgemeinde Luzino (Lusin) im Powiat Wejherowski (Kreis Neustadt in Westpreußen).

## Geographische Lage
Zelewo liegt sechs Kilometer nördlich der polnischen Landesstraße 6 (ehemalige deutsche Reichsstraße 2, heute auch Europastraße 28) zwischen den Städten Lębork (Lauenburg in Pommern) und Wejherowo (Neustadt in Westpreußen). Bahnstation ist der Ort Gościcino (Gossentin) an der Bahnstrecke Stargard–Danzig der Polnischen Staatsbahn. Bis zur Ostseeküste sind es 22 Kilometer.

## Geschichte
Die erste urkundliche Erwähnung des Ortes stammt aus dem Jahr 1400. In den Gerichtstexten des Gerichtes Lauenburg in Pommern heißt es am 24. Juni 1400: „Ztessomir von Tysebelin Matzke von zelow Jerk von zelowe Jan mars von Tyssebelin sint burgen vor pauel helle das her sal eyne frede halden mit rzaucken und dem molner mit synen bruder und sal gericht werden rede di er uff di landscheppen geredt hat“. Fast zeitgleich 1402, finden sich Hinweise im Komturbuch des Deutschen Ordens über die Rechtsverhältnisse. Der Ort Zelow hatte einen Knecht bzw. einen Dienst (Dinst) für den deutschen Orden zu stellen. Zudem ist an anderer Stelle die jährliche Abgabe des Dorfes ein Schwein und eine Kuh (swin, kue) festgehalten. Damit war es ein Ort, der nach Polnischem Recht behandelt wurde.
Es kann davon ausgegangen werden, dass Zelewo schon früher bestand und nach altem pomoranischen Recht gegründet war. Vermutlich bestand der Ort schon vor der Zugehörigkeit des Gebietes zu Deutschen Ordens mit dem Frieden von Soldin 1309. Von der Administration war der Ort dem Amt Putzig und Lauenburg zugewiesen. Nach dem Zweiten Thorner Frieden von 1466 wurde das Amt getrennt. Zelewo nun zu Putzig gehörig war ein Grenzort des Königlich Preußens unter der Polnischen Krone und dem Lehen Lauenburg und Bütow. Diese Grenze hatte in unterschiedlichen staatlichen Zusammenhängen bis 1945 Bestand.
Mit der Ersten Polnischen Teilung 1772 wurde Pommerellen – später Westpreußen genannt – Brandenburg-Preußen unter Friedrich II. eingegliedert. Dieser Übergang von der Polnischen Adelsrepublik in den Preußisch-Brandenburgischen Zentralstaat ist gut dokumentiert. Am 27. September 1772 huldigten für das Dorf Zelewo dessen Besitzer Michael Zelewski, Melchior Zelewski, Johann Pobłocki, Jakob Tempski, Johann Ustarbowski, wobei nur der Michael Zelewski persönlich auf der Marienburg anwesend war.
Im Spezial Kontributionskataster von 1773 werden für Zelewo folgende Haushaltsvorstände genannt: Die Adeligen Eigentümer Zelewski, Poblocki, Tempski, den Arrendator Anton Blokovzewski, die Scharwerker Andreas Bork, Martin Bork, Ernst Bork, Jakob Mischk, Johann Bujan, Mathias Bork und der Einlieger und Hufschmied Andreas Bork. In Summe hat das Dorf 41 Einwohner mit 5 Höfen (Vorwerke) und 6 Bauernkaten. Diese Angaben werden durch die Beschreibung bei Goldbeck von 1789 bestätigt. Dort heißt es: 12 Feuerstellen mit 5 adeligen Besitzern. Die Einwohnerschaft entwickelt sich wie folgt weiter: 1821 – 61 Personen in 6 Häusern; 1858 – 136 Einwohner bzw. 126.
Seelau gehörte von 1818 bis 1919 zum Kreis Neustadt in Westpreußen im preußischen Regierungsbezirk Danzig der Provinz Westpreußen. 1880 hatte das Dorf 33 Einwohner.
Zwischen 1920 und 1939 war Zelewo Teil der Woiwodschaft Pommerellen der Zweiten Polnischen Republik und die westliche Gemeindegrenze war zugleich die deutsch-polnische Staatsgrenze am Polnischen Korridor. Von 1920 bis 1927 gehörte Zelewo zum Powiat Wejherowo, dann von 1927 bis 1939 zum Powiat morski (Seekreis).
Durch den Überfall auf Polen 1939 wurde Zalewo völkerrechtswidrig vom Deutschen Reich annektiert und war dem besatzungsamtlichen Landkreis Neustadt in Westpreußen im neuen Regierungsbezirk Danzig im Reichsgau Danzig-Westpreußen zugeordnet. Zwischen 1940 und 1945 war die Gemeinde Seelau Teil des Amtsbezirks Gossentin (heute polnisch: Gościcino), zu dem auch die Nachbargemeinden Bohlschau (Bolszewo), Gohra (Góra), Gossentin, Kamlau (Kęblowo) und Worle (Orle) gehörten. Das zuständige Standesamt war in Kamlau, und das Amtsgericht in Neustadt in Westpreußen (Wejherowo).
Nach dem Zweiten Weltkrieg wurde Zelewo wieder ein Teil der Gmina Luzino im Powiat Morski und nach dessen Auflösung 1951 im wiedererrichteten Powiat Wejherowo, heute in der Woiwodschaft Pommern (1975–1998 Woiwodschaft Danzig).

## Kirche
Ein Kirchengebäude gab es in Zelewo nie. Bis 1919 und vor 1945 gehörte das Dorf Seelau zum evangelischen Kirchspiel Bohlschau (heute polnisch: Bolszewo) im Kirchenkreis Neustadt in Westpreußen (Wejherowo) – früher im Kirchenkreis Dirschau (Tczew) – der Kirchenprovinz Westpreußen der Kirche der Altpreußischen Union (1817–1923, und 1940–1945) und zeitweise der Unierten Evangelischen Kirche in Polen (1923–1940), sowie zu der auch heute noch bestehenden katholischen Pfarrei Gohra (Góra) bis 1972 im Bistum Pelplin, heute im Dekanat Luzino im Erzbistum Danzig der polnischen Kirche. Hier lebende evangelische Kirchenglieder gehören heute zum Kirchspiel der Dreistadt (Gdańsk-Gdynia-Sopot (Danzig-Gdingen-Zoppot)) in der Diözese Pommern-Großpolen der polnischen lutherischen Kirche.